# Aylesbury
Aylesbury (dříve též Ailesbury) je hlavní město hrabství Buckinghamshire vzdálené necelých 60 km od Londýna. Žije zde přibližně 83 tisíc obyvatel, celý distrikt Aylesbury Vale má pak populaci okolo 174 900. Ve městě sídlí dva poloprofesionální fotbalové kluby: Aylesbury FC a Aylesbury United FC. Roku 1979 zde byla založena rocková skupina Marillion. Též scény z filmu Mechanický pomeranč (1971) byly točeny na zdejším náměstí.

## Historie

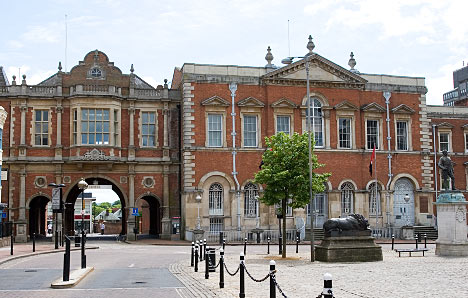
Náměstí v Aylesbury

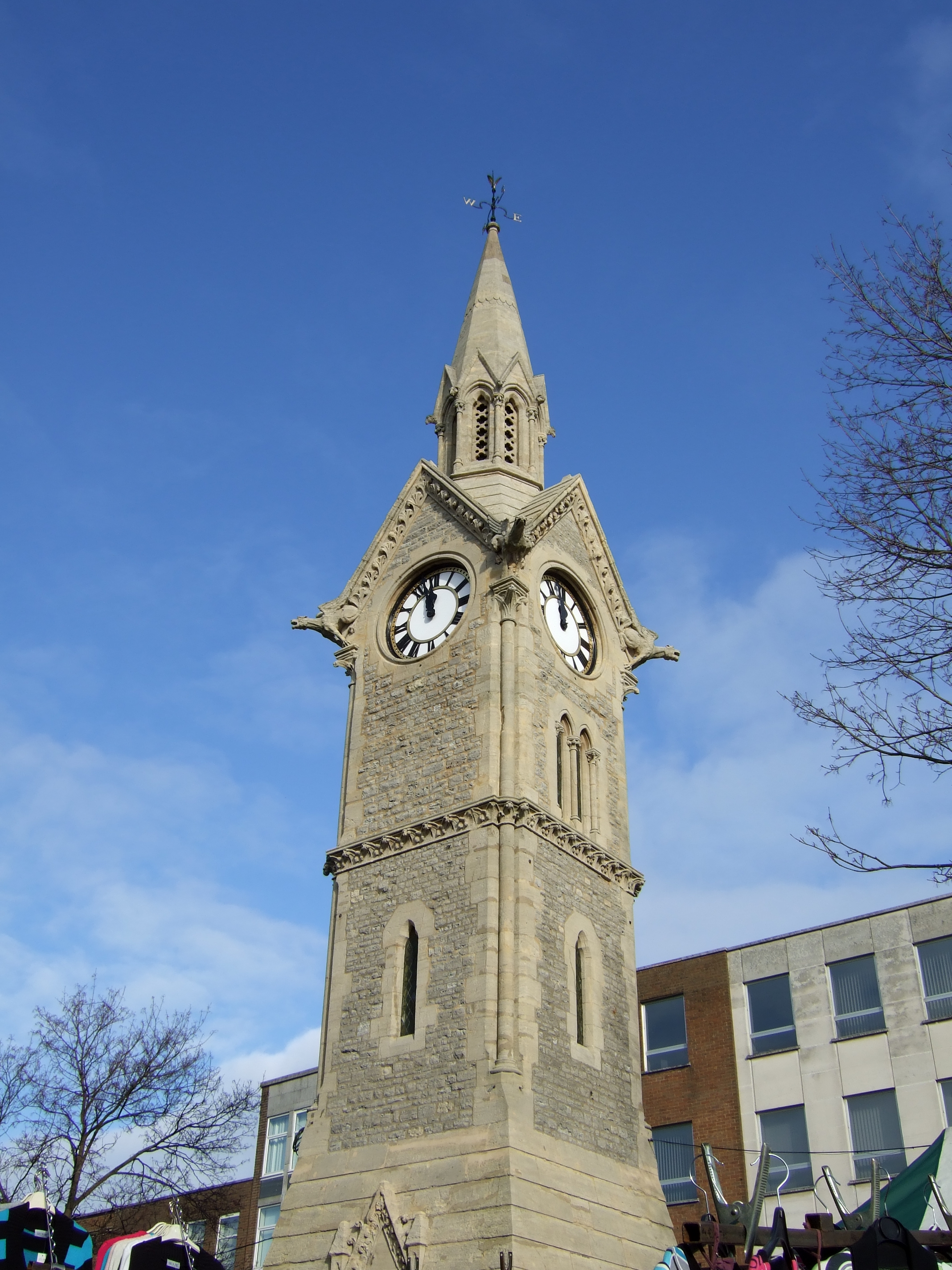
Hodinová věž v Aylesbury

Jméno „Aylesbury“ je anglosaského (staroanglického) původu. V minulosti bylo ale město zaznamenáváno pod mnoha různými názvy, prvním z nich bylo označení Æglesburgh, což znamenalo Pevnost Ægel (ačkoliv název Ægel samostatně nikdy použit nebyl). Krom toho existovalo i dalších 56 variant.

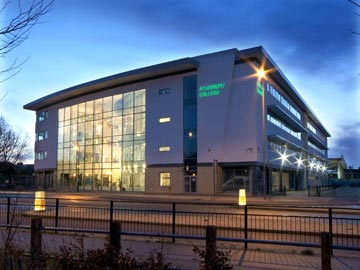
Aylesbury College

Když roku 1985 probíhaly v centru města výkopy, bylo nalezeno hradiště z doby 4. století př. n. l. Aylesbury bylo v té době pevností Britonů, od kterých ji roku 571 získal Cuthwulf, bratr anglosaského krále Ceawlina. Cuthwulf zde později měl své sídlo.
V anglosaské době bylo Aylesbury hlavním trhovním městem, zdejší pohřebiště sv. Osgytha navíc přitahovalo i poutníky z dálek. Kostel Panny Marie, který má pod sebou i kryptu, je raně gotický, ale posvátné místo zde pravděpodobně existovalo již několik století před gotikou. Během ovládnutí Anglie Normany Aylesbury zabral Norman Lamb a v záznamu z roku 1086 bylo místo zaznamenáno jako královské panství. Některé zdejší pozemky vlastnil i Vilém I. Dobyvatel. Počátkem 13. století se zde začaly ročně konat dva veletrhy, což z města udělalo i obchodní místo.
Roku 1450 byl ve městě Johnem Kempem, yorským arcibiskupem, založen takzvaný Cech Panny Marie (v angličtině Guild of St Mary). Tento spolek se stal místem setkávání zdejších hodnostářů a nakonec měl i velký vliv na výsledek Války růží, kde proti sobě stáli Lancasterové a Yorkové. Sídlo cechu v Chantry v Church Street stále stojí.

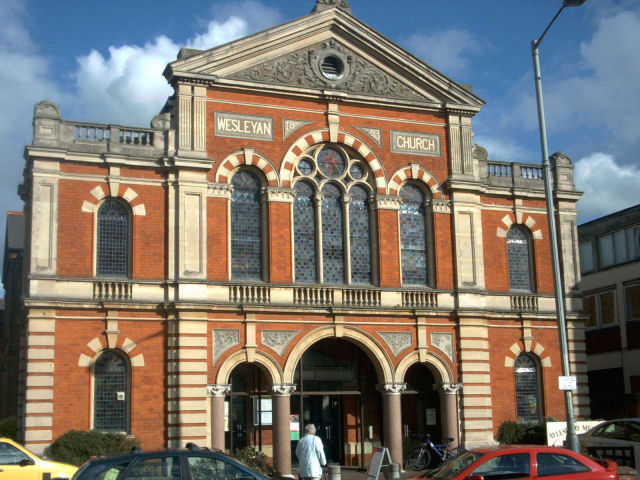
Metodistický kostel vystavěný roku 1893

Jindřich VIII. Tudor prohlásil Aylesbury roku 1529 za správní místo hrabství Buckinghamshire. Důvodem bylo pravděpodobně i to, že ve městě měl své statky i Thomas Boleyn, otec Jindřichovy druhé manželky Anny Boleynové. Sláva města ale brzy zmizela, a to s příchodem moru v letech 1603 až 1604, který zabil velkou část obyvatelstva. Již o několik desetiletí později se díky Anglické občanské válce ale vrátila, když se Aylesbury stalo pevností kulatohlavců (Roundheads). 1. listopadu 1642 se zde odehrála bitva, která skončila jejích vítězstvím nad kavalíry (Cavaliers). Během této války se vyznamenal John Hampden, který pocházel z blízké obce Great Hampden, a jeho siluetu je tak možné najít například ve znaku, který používá okresní rada Aylesbury. Hampdenova socha navíc od roku 1912 zdobí i zdejší náměstí.
Na začátku 17. století vyrostl nedaleko Aylesbury zámeček Hartwell House, kde později žil exilový francouzský král Ludvík XVIII. se svojí manželkou Marií Josefínou Savojskou. Roku 1810 zde Marie Josefína zemřela na edém a byla pochována v Kapli Jindřicha VII. ve Westminsterském opatství (později byly její pozůstatky přesunuty na Sardinii).
18. března 1664 se britský politik Robert Bruce stal první vévodou z Ailesbury. Jeho syn Thomas tento titul následně zdědil, avšak Thomasův syn Charles Bruce po sobě nezanechal žádné potomky a byl tak posledním vévodou z Ailesbury. Roku 1725 se do Aylesbury přesunula veškerá okresní administrativa, protože i když bylo město Buckingham okresním městem již od roku 888 (díky Alfrédovi Velikému), právě roku 1725 město zachvátil velký požár a velká jeho část lehla popelem.
V Aylesbury bylo počátkem průmyslové revoluce vyšlechtěno plemeno kachen, tzv. aylesburská kachna. V současné době ale plemeno téměř vymřelo: poslední chovatelem čistokrevných aylesburských kachen je Richard Waller.
Roku 1834 bylo v ulicích města zařízeno osvětlení, o tři roky později zde byla vystavěna i první policejní stanice. 1857 byl otevřen hřbitov a v 60. letech 19. století byla vybudována kanalizace. Během 20. století pak město nadále rostlo, od roku 1915 byla zavedena elektřina a ani světové války město nepoškodily.

## Zařízení města
Centrum města je plné restaurací, barů, nočních klubů a nachází se zde i Queens Park Center, největší nezávislé centrum umění ve Spojeném království. Jednou z nejvýznačnějších budov města je „Blue Leanie“, sídlo Lloyds Bank. Při výstavbě této budovy ale vzniklo potenciální nebezpečí pro motoristy, protože velká skleněná plocha odrážela světlo přímo na silnici. Kvůli tomu bylo v okolí silnice vysázeno množství stromů, která záření blokují. Od ledna 1832 se v Aylesbury vydávají noviny Bucks Herald. V říjnu 2010 bylo otevřeno divadlo Aylesbury Waterside Theatre, které přišlo na celých 42 milionů liber. Do hlediště se vejde až 1200 diváků. Krom toho je okolí rekonstruováno v rámci projektu Waterside, který vyšel na 100 milionů liber. Po dokončení tohoto plánu, který měl být původně realizován již roku 2010, by v Aylesbury mělo přibýt množství pracovních míst i obchodů.
Zdejší hudební klub Friars' Club byl velmi populární v šedesátých, sedmdesátých a osmdesátých letech 20. století, kdy hostil například Jimiho Hendrixe, The Rolling Stones, Cream, Otise Reddinga, The Clash, Hawkwind, Queen, Genesis, U2, Davida Bowieho nebo Talking Heads.
Ve městě se nachází jedna vysoká škola – Aylesbury College –, tři gymnázia, dvě komunitní školy (speciální typ anglický a waleských státních škol), akademie, technická škola a řada základních škol.
Jižně od centra Aylesbury se nachází Stoke Mandeville Hospital, velká nemocnice s centrem specializovaným na poranění páteře. Jedná se o jedno z největší center podobného zaměření a právě zde Ludwig Guttmann (1899–1980) vylepšoval své rehabilitační techniky, což vedlo k rozvoji paralympijských her. Také je zde soukromá nemocnice specializovaná v poranění míchy: Royal Buckinghamshire Hospital.
Ve městě sídlí dva poloprofesionální fotbalové týmy: Aylesbury United FC a Aylesbury FC.

## Obchod a průmysl
Během 15. století byla důležitou složkou Aylesburského obchodu mouka, která se vyráběla ve zdejších mlýnech. Od roku 1477 se začala vyrábět i pro okolí a tento obchod se později rozrostl. Poslední mlýn byl v Aylesbury uzavřen v 90. letech 20. století. Od roku 1560 se v Long Crendon, vesnici spadající pod Aylesbury, začaly vyrábět jehly. Z města se pak stalo významné výrobní centrum.
Od roku 1672 byly zdejší chudé děti zaměstnávány výrobou krajek, čímž získaly možnost obživy. Tento obchod zanikl s příchodem viktoriánské doby, avšak do té doby bylo krajkářství historicky nejvýznamnějším Aylesburským průmyslem. Roku 1764 si Euclid Neale otevřel v Aylesbury výrobnu hodinek a brzy se stal jedním z nejlepších hodinářů v zemi.
Mezi lety 1919 to 1925 ve městě existovala automobilová značka Cubitt. Aut ale byly vyrobeny pouze 3 tisíce, protože trh ovládly americké automobilky. Později do města přišla například firma Nestlé, ale i ta brzy odešla.

## Známé osobnosti Aylesbury
- James Clark Ross (1800–1862) – britský námořní důstojník a polárník
- Michael Apted (* 1941) – režisér, spisovatel, producent a herec (filmy Agatha nebo Letopisy Narnie: Plavba Jitřního poutníka)
- John Otway (* 1952) – anglický zpěvák a kytarista
- Andrea Leadsomová (* 1963) – britská konzervativní politička
- Mark Webber (* 1976) – bývalý australský pilot Formule 1 žijící v Aylesbury
- Emmerson Boyce (* 1979) – britský fotbalista, který hrál například za Blackpool FC nebo Wigan Athletic FC
- Andrew Triggs Hodge (* 1979) – několikanásobný mistr světa ve veslování
- Jules Buckley (* 1980) – anglický dirigent
- Samantha Lewthwaitová (* 1983) – teroristka islámského vyznání, vyrostla v Aylesbury

## Partnerská města
Aylesbury má jediné partnerské město:
- Bourg-en-Bresse, Francie